# Życzenie Annabelli
Życzenie Annabelli (ang. Annabelle’s Wish) – amerykański film animowany. W Polsce był wydany na kasetach VHS i DVD przez Cass Film. 

## Obsada głosowa
- Kath Soucie – Annabelle
- Randy Travis – Narrator / Billy Baker
- Hari Oziol – mały Billy Baker
- Jerry Van Dyke – Charles Baker
- Cloris Leachman –  ciotka Agnes
- Jim Varney –  Gus Holder
- Aria Curzon –  mała Emily
- Beth Nielsen Chapman – dorosła Emily
- Charlie Cronin –  Bucky Holder
- James Lafferty – Buster Holder
- Kay E. Kuter – Święty Mikołaj
- Jennifer Darling – Star
- Rue McClanahan – Scarlett
- Jerry Houser – Slim
- Steve Mackall – Owliver
- Brian Cummings – Brewster
- Mary Kay Bergman, Tress MacNeille – kury
- Jay Johnson – Ears
- Clancy Brown –
  - szeryf,
  - prawnik
- Stu Rosen – Doc Taylor

## Wersja polska

### Pierwsza wersja
Wersja polska: En-Be-Ef

Wystąpili:
- Anna Bielańska – Annabella
- Radosław Popłonikowski –
  - Narrator / Billy Baker,
  - prawnik,
  - kogut
- Jan Kulczycki –
  - Charlie Baker,
  - Święty Mikołaj
- Hanna Kinder-Kiss –
  - Emilka,
  - Buster Holder,
  - klacz Scarlet
- Grzegorz Pawlak –
  - Gus Holder,
  - Bucky Holder,
  - doktor,
  - pies Chłapcio,
  - świnia Slim
- Renata Berger – ciotka Agnes

Lektor: Radosław Popłonikowski

### Druga wersja
Wersja polska: Telewizyjne Studia Dźwięku w Warszawie

Reżyseria: Barbara Sołtysik

Dialogi: Dorota Dziadkiewicz na podstawie tłumaczenia Marii Wojciechowskiej

Montaż: Elżbieta Joel

Teksty piosenek: Andrzej Brzeski

Opracowanie muzyczne: Eugeniusz Majchrzak

Wystąpili:
- Joanna Jabłczyńska – mała Annabella
- Adam Biedrzycki – Narrator / dorosły Billy Baker
- Włodzimierz Bednarski – Karol Baker
- Ryszard Olesiński – 
  - Gus Holder,
  - świnia Smukły
- Małgorzata Sadowska –
  - Emilka,
  - dorosła Annabella
- Mateusz Damięcki – Billy Baker
- Brygida Turowska – Bucky Holder
- Antonina Girycz – ciocia Agnieszka
- Jarosław Boberek – 
  - pies Uszaty,
  - szeryf,
  - kogut,
  - prawnik
- Dariusz Odija – Święty Mikołaj
- Piotr Pręgowski – Sobomirek
- Arkadiusz Jakubik

i inni
Lektor: Adam Biedrzycki